# Le Souper de Beaucaire
Pour les articles homonymes, voir Beaucaire.

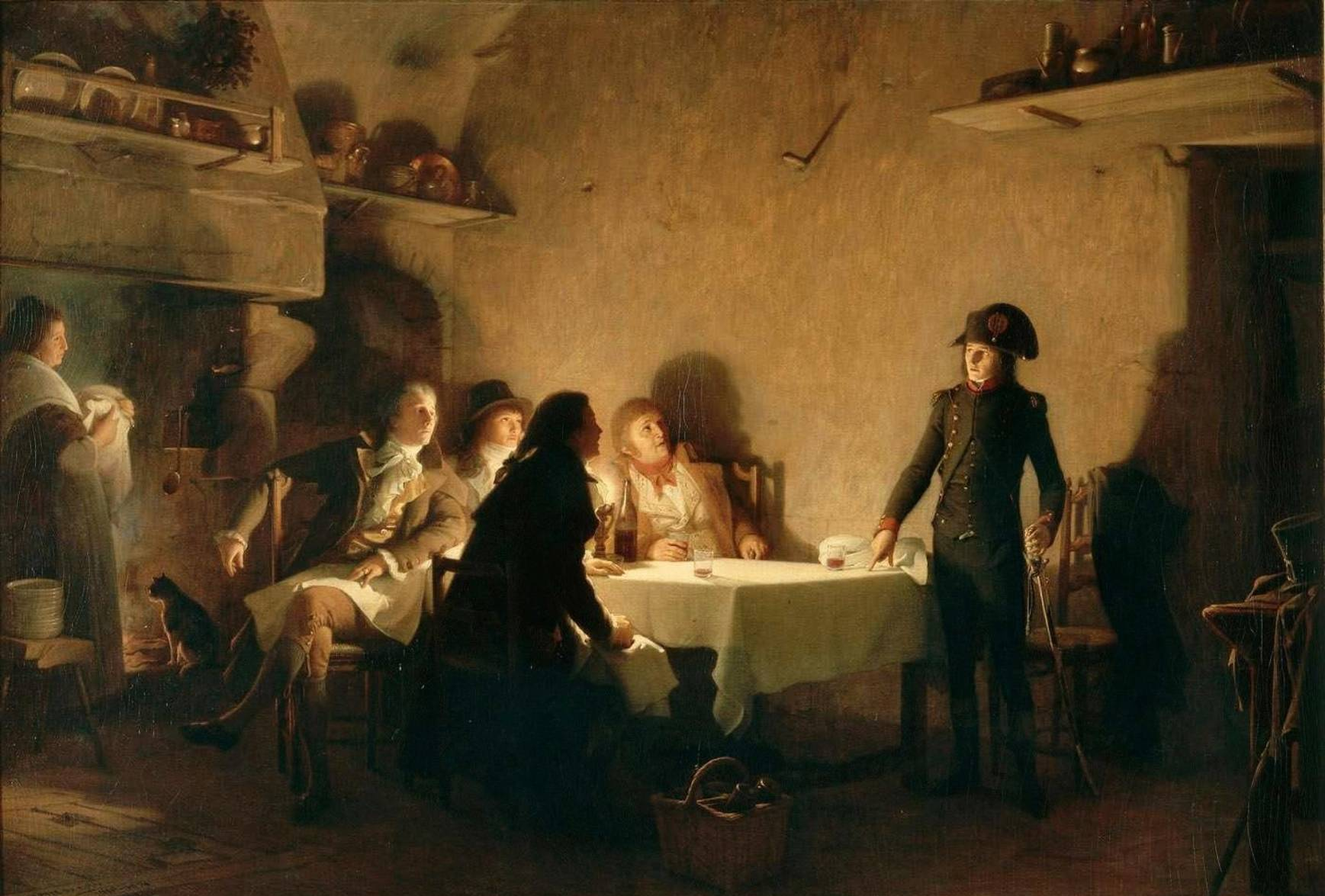
Le Souper de Beaucaire, par Jean-Jules-Antoine Lecomte du Nouÿ.

Le Souper de Beaucaire est un pamphlet politique écrit par Napoléon Bonaparte en 1793, sous la Terreur. La Révolution française entrant dans sa quatrième année, la guerre civile se répand sur tout le territoire entre des factions politiques rivales. Napoléon est alors impliqué dans des actions militaires pour le gouvernement contre des cités rebelles du sud de la France.
Pendant ces événements, il raconte avoir conversé avec quatre marchands de la région, échangé avec eux et finalement être parvenu à dissiper toutes leurs craintes. Cette conversation fut ensuite éditée sous forme d'un petit pamphlet, appelant à la fin de l'insurrection.

## Genèse
Pendant la Révolution française, la convention nationale devient le pouvoir législatif de la France, après l’exécution de Louis XVI. Avec des partisans puissants, tels que Maximilien Robespierre et Georges Danton, le Club des jacobins, parti politique établi en 1790 à la naissance de la Révolution, parvient à contrôler le gouvernement. Son pouvoir grandissant, sa politique se fait de plus en plus répressive et culmine par la période de la Terreur. L'insurrection grandit alors dans tout le pays, comprenant les plus grandes villes comme Paris, Lyon, Marseille et Toulon,.
En 1790, l'Assemblée constituante réorganise la France en départements, dans le but de rééquilibrer la distribution des richesses. Les citoyens du sud s'opposent à un gouvernement centralisé, entraînant une rébellion.

## Rébellion dans le sud de la France
En juillet 1793, le capitaine Napoléon Bonaparte est officier d'artillerie, sous le commandement du général Jean-François Carteaux. Ils doivent reprendre un dépôt de munitions réclamé par l'Armée d'Italie et saisi par des insurgés marseillais à Avignon. Le 24 juillet, Carteaux attaque et parvient à reprendre le dépôt aux mains de la Garde nationale qui s'en était saisi. Ils tuent alors trente citoyens de sang froid.
Napoléon est envoyé à Tarascon pour réquisitionner les voitures qui permettront de convoyer les munitions. En chemin, le 28 juillet, il s'arrête à Beaucaire lors du dernier jour de la foire annuelle et soupe avec deux marchands marseillais, un nîmois et un montpelliérain. Napoléon expose avec ardeur ses farouches convictions républicaines, en s'opposant aux affirmations de ses contradicteurs qui rejettent les décisions parisiennes de la Convention. Défendant la cause jacobine, il explique les bénéfices de la révolution, tout en justifiant les actions de Carteaux à Avignon. Un des marchands de Marseille exprime son point de vue modéré sur la révolution et les raisons de soutenir une guerre civile contre le gouvernement, soulignant que Marseille ne se battait pas pour la cause royaliste mais contre la nature même de la Convention, condamnant ses décrets et les exécutions de citoyens. Napoléon conclut que les Marseillais devraient rejeter les idéaux contre-révolutionnaires et adopter la Constitution de la Première République, afin d'arrêter la guerre civile et permettre à l'armée de restaurer la France. Finalement, les ayant convaincus, ils scellent leur nouvel accord en buvant ensemble jusqu'à deux heures du matin le champagne offert par l'un des marchands marseillais,.

## Publication et succès
Dans les jours qui suivent, possiblement le 29 juillet et toujours à Beaucaire, Napoléon aurait immédiatement écrit un pamphlet politique intitulé Le Souper de Beaucaire qui relate cette anecdote et cette controverse.
Bien que le pamphlet n'ait eu que peu d'effet sur les rebelles, il sera remarqué par le député Augustin Robespierre, frère de Maximilien Robespierre, ainsi que par Christophe Saliceti, politicien corse et ami de sa famille, qui le fera publier et distribuer,. Le texte contribuera à l'avancement de l'ambitieux soldat, qui se verra confier la charge de l'artillerie durant le siège de Toulon.
Devenu empereur des Français en 1804, Napoléon fit rechercher et détruire presque tous les exemplaires de cette première édition (indication manuscrite trouvée dans l'exemplaire du marquis André d'Albon relié par Lemardeley).
Le livre sera édité officiellement en août 1798 et réédité en 1821 au prix de deux francs, imprimé par (C. L. F. P;) (Charles-Louis-Fleury Panckoucke), après la mort de Napoléon. Dans cette édition, outre le mot de l'éditeur-imprimeur, on y  ajouta la lettre de Napoléon Buonaparte à M. Matteo Buttafoco, sortie des presses de M. Joly en 1790 extraite de ses œuvres. Une autre édition moderne a paru en 1908 chez Sansot à Paris.

## Hommages

### Plaque commémorative à Avignon
Une pierre commémorative est placée dans la rue Joseph-Vernet, à l'emplacement de la maison Bouchet qu'habita Napoléon lorsqu'il était capitaine. On peut y lire le texte suivant : « Dans la partie de l'isle 137 comprenant les numéros 21 - 23 de la Calade aujourd'hui rue Joseph Vernet logea le capitaine Bonaparte juillet - août 1793. C'est là qu'il écrivit le Souper de Beaucaire. Plaque apposée sous le patronage de l'Institut Napoléon. »

### Peintures de Lecomte du Nouÿ
En 1867, l'artiste Jean-Jules-Antoine Lecomte du Nouÿ peint une première toile intitulée Bonaparte à Beaucaire, puis en 1894 réalise Le Souper de Beaucaire, 28 juillet 1793. Cette huile sur toile se trouve actuellement au musée national des châteaux de Malmaison et de Bois-Préau.